# 1509년

## 연호
- 명(明) 정덕(正德) 4년
- 일본(日本) 에이쇼(永正) 6년
- 후 레 왕조(後黎朝) 도안카인(端慶) 5년 / 홍투언(洪順) 원년

## 기년
- 류큐(琉球) 쇼신왕(尚真王) 33년
- 명(明) 무종 정덕제(武宗 正德帝) 4년
- 조선(朝鮮) 중종(中宗) 4년
- 후 레 왕조(後黎朝) 위목제(威穆帝) 5년 / 양익제(襄翼帝) 원년

## 사건
- 2월 3일 - 디우 전투. 아라비아해의 디우 부근에서 포르투갈과 이집트 맘루크 왕조 간의 해전, 포르투갈이 승리함으로 인해 인도양에서의 제해권을 장악하게 된 매우 중요한 전투였다.
- 4월 22일 - 헨리 8세, 영국 국왕으로 즉위.
- 4월 27일 - 교황 율리우스 2세는 로마냐의 일부지역에 대한 반환명령을 거부한 베네치아를 파문시킨다.
- 6월 8일 - 이탈리아 피사가 피렌체에게 항복을 하여 피렌체가 피사를 통치하기 시작함.
- 6월 11일 - 헨리 8세, 아라곤의 캐서린과 결혼.
- 9월 10일 - 이스탄불에서 지진 발생, 약 10,000명의 사망자 발생.

## 탄생
- 7월 10일 - 프랑스의 신학자 장 칼뱅

## 사망
- 4월 21일 - 헨리 7세, 영국 국왕.